# Młodzieżowy Puchar PZM na Żużlu 1975
Młodzieżowy Puchar Polskiego Związku Motorowego 1975 – 1. edycja zawodów żużlowych o Młodzieżowy Puchar Polskiego Związku Motorowego w sezonie 1975. O puchar rywalizowały zawodnicy do lat 21 drużyn z I i II ligi. Rozegrano po 4 rundy dla każdej z 4 grup. W finale spotkali się zwycięzcy każdej grupy. Zwyciężyli żużlowcy Motoru Lublin.

## Rundy

### Grupa I
Tabela Grupy I
| Poz. | Klub              | Punkty |
| ---- | ----------------- | ------ |
| 1    | Polonia Bydgoszcz | 113    |
| 2    | Wybrzeże Gdańsk   | 102    |
| 3    | Stal Toruń        | 94     |
| 4    | Gwardia Łódź      | 78     |

### Grupa II
Tabela Grupy II
| Poz. | Klub                 | Punkty |
| ---- | -------------------- | ------ |
| 1    | Stal Gorzów Wlkp.    | 65     |
| 2    | Unia Leszno          | 51     |
| 3    | Start Gniezno        | 41     |
| 4    | Falubaz Zielona Góra | 28     |

### Grupa III
Tabela Grupy III
| Poz. | Klub                  | Punkty |
| ---- | --------------------- | ------ |
| 1    | Motor Lublin          | 38     |
| 2    | Włókniarz Częstochowa | 31     |
| 3    | Unia Tarnów           | 13     |
| 4    | Stal Rzeszów          | 11     |

### Grupa IV
Tabela Grupy IV
| Poz. | Klub                 | Punkty |
| ---- | -------------------- | ------ |
| 1    | Sparta Wrocław       | 66     |
| 2    | Kolejarz Opole       | 47     |
| 3    | ROW Rybnik           | 43     |
| 4    | Śląsk Świętochłowice | 36     |

## Finał
- Lublin, 25 października 1975
- Sędzia: b.d.

| Poz. | Klub              | Punkty |
| ---- | ----------------- | ------ |
| 1    | Motor Lublin      | 38     |
| 2    | Stal Gorzów Wlkp. | 37     |
| 3    | Polonia Bydgoszcz | 14     |
| 4    | Sparta Wrocław    | 7      |